# 양도금지특약
양도금지특약이란 채권에 타인에게 양도할 수 없다는, 특별한 조건이나 단서를 붙인 약속을 달아둔 것이다. 판례에 따르면 당사자의 양도금지의 의사표시로써 채권은 양도성을 상실하며 양도금지의 특약을 위반하여 채권을 제3자에게 양도한 경우에 악의 또는 중과실의 채권양수인에 대하여는 채권 이전의 효과가 생기지 아니하지만, 악의 또는 중과실로 채권양수를 받은 후 채무자가 그 양도에 대하여 승낙을 한 때에는 채무자의 사후승낙에 의하여 무효인 채권양도행위가 추인되어 유효하게 되며 이 경우 다른 약정이 없는 한 소급효가 인정되지 않고 양도의 효과는 승낙시부터 발생한다.

## 민법 조문
민법 제449조 제2항 채권은 당사자가 반대의 의사를 표시한 경우에는 양도하지 못한다. 그러나 그 의사표시로써 선의의 제3자에게 대항하지 못한다.

## 판례
- 당사자의 의사표시에 의한 채권의 양도금지는 채권양수인인 제3자가 악의인 경우이거나 악의가 아니라도 그 제3자에게 채권양도금지를 알지 못한 데에 중대한 과실이 있는 경우 채무자가 위 채권양도금지로써 그 제3자에 대하여 대항할 수 있다.[2].
- 당사자의 의사표시에 의한 채권양도금지는 제3자가 악의의 경우는 물론 제3자가 채권양도금지를 알지 못한 데에 중대한 과실이 있는 경우 그 채권양도금지로써 대항할 수 있다 할 것이나, 제3자의 악의 내지 중과실은 채권양도금지의 특약으로 양수인에게 대항하려는 자가 이를 주장·입증하여야 한다.[3]

## 분류
1. ↑  96다18281
2. ↑  대법원 2000. 4. 25. 선고 99다67482 판결
3. ↑  대법원 1999. 12. 28. 선고 99다8834 판결

## 같이 보기
- 대한민국 민법 제449조